# 永瀬知恵
永瀬 知恵（ながせ ちえ、1977年9月20日 - ）は、1990年代半ばに放送されたTBSラジオ「シンデレラドリーム ミッドナイト☆パーティー」のパーソナリティ。東京都出身。
都内私立高校1年生だった1993年9月、TBSラジオ主催の第1回シンデレラドリームオーディションに合格。10月からスタートした同局の深夜番組「シンデレラドリーム ミッドナイト☆パーティー」（以下ミッドナイト☆パーティーと略す）でデビューした。当時在籍していた高校が芸能活動一切禁止で、公に出演出来ない事からレギュラーメンバーには加わらず、11月から毎月1回行われた番組主催イベントの参加のみとなった。1995年にようやく額村麻裕が担当する水曜深夜2部（26:00～27:00・木曜午前2:00～3:00）内の「知恵の部屋」として１コーナーをもつことになったが、同年3月に降板、ミッドナイト☆パーティーシンデレラ卒業となった。彼女の口癖は「知恵わかんな～い」だという。イベントでの思い出は1994年12月23日のクリスマスイベントで古賀美智子とクリスマスソングを歌ったことだという。主な活動の場がイベントだったにもかかわらずファンは多かった。卒業後は普通の女の子として高校生活を送り、後に結婚・出産したという噂も。

## 出演番組
- シンデレラドリーム　ミッドナイト☆パーティー（TBSラジオ・1993年10月～1995年3月）
  - 1993年10月～1994年－ラジオ出演はなく、定期イベントのみ出演
  - 1995年1月～3月－水曜深夜2部の「知恵の部屋」担当。